# رزم‌ناو کلاس ایندفتیگبل
بتل‌کروزر کلاس ایندفتیگبل (به انگلیسی: Indefatigable-class battlecruiser) یک کلاس از کشتی است که طول آن ۵۹۰ فوت (۱۷۹٫۸ متر) می‌باشد. این کلاس کشتی در ناوگان رویال استرالیا در جنگ جهانی اول خدمت کرده است. 